# Thảm sát đảo Lạp Mỹ
Thảm sát đảo Lạp Mỹ là một vụ giết hại hàng loạt người bản địa sống trên đảo Lạp Mỹ (nay gọi là đảo Lưu Cầu hay Tiểu Lưu Cầu), phía tây nam đảo Đài Loan, gây ra bởi binh lính Cộng hòa Hà Lan vào năm 1636. Cuộc thảm sát là một chiến dịch trừng phạt nhằm trả đũa việc thổ dân trên đảo đã giết thủy thủ Hà Lan trong hai sự cố đắm tàu lần lượt trong các năm 1622 và 1631.

## Bối cảnh
Đảo Lạp Mỹ ngày nay được gọi là đảo Lưu Cầu hay Tiểu Lưu Cầu, ở về phía tây nam đảo Đài Loan, trong eo biển Đài Loan. Trước khi Công ty Đông Ấn Hà Lan thành lập Formosa thuộc Hà Lan vào năm 1624, tàu Sư Tử Vàng (tiếng Hà Lan: Gouden Leeuw) bị đắm tại đảo Lạp Mỹ; toàn bộ thủy thủ đoàn bị người bản địa trên đảo hạ sát.:144 Năm 1631, một du thuyền tên Beverwijck cũng bị đắm tại rạn san hô lân cận; khoảng 50 người sống sót đã chiến đấu với thổ dân đảo Lạp Mỹ trong hai ngày trước khi bị giết toàn bộ.:145

## Chiến dịch trừng phạt
Năm 1636, Jan Jurriansz van Lingga chỉ huy một đoàn thám hiểm lớn hơn lên đảo này, xua người bản địa Lạp Mỹ vào một cái hang. Lính Hà Lan cùng lính đồng minh đã bịt kín các lối vào hang và đốt lưu huỳnh cùng nhựa cháy, khiến khoảng 300 người bị ngạt chết.

## Hậu quả
Đàn ông bản địa bị bắt làm nô lệ, còn phụ nữ và trẻ em được giao cho các gia đình Hà Lan làm người hầu. Sau thời gian đó còn diễn ra vô số vụ bố ráp, mãi cho đến khi hòn đảo không còn ai sinh sống, vào thời điểm năm 1645. Vào thời khắc đó, một thương nhân người Hán có trong tay quyền khai thác đảo này do Công ty Đông Ấn Hà Lan cấp cho đã trục xuất 13 người dân cuối cùng trên đảo.

## Ghi chép sai lệch
Đã có một số ghi chép sai lệch về vụ việc này, rõ ràng nhất là trên tấm bảng gắn bên ngoài cái hang nơi xảy ra vụ thảm sát:
Đó là vào năm 1661 (năm Vĩnh Lịch thứ 15), anh hùng dân tộc Trịnh Thành Công được phong là Diên Bình vương, đánh đuổi quân Hà Lan, khôi phục Đài Loan và Bành Hồ. Trong thời gian quân Hà Lan bỏ chạy, một số người da đen đã bị tách khỏi đơn vị và đến hòn đảo này, sống trong hang động này. Vài năm sau, một chiếc thuyền của Anh Quốc chở binh lính cập bến nơi phía đông bắc hang động. Khi quân Anh đang thưởng ngoạn phong cảnh thì người da đen trong hang đến cướp thức ăn và những thứ khác của quân Anh, đốt thuyền và giết hết người Anh. Tàu chiến Anh phát hiện, cho người đổ bộ lên đảo để truy lùng những kẻ sát nhân, trong khi bọn chúng ẩn náu trong hang. Bất chấp nhiều lời đe dọa, chúng vẫn không chịu đầu hàng. Cuối cùng, người Anh đốt hang bằng dầu. Tất cả người da đen đều chết trong hang. Về sau nó được đặt tên là hang Ô Quỷ, có nghĩa là hang động mà bọn người da đen nước ngoài đã sống trước đây.
Lời tường thuật này được một số tác giả coi là gần như sai hoàn toàn.